# 프란시스코 데 에레라
프란시스코 데 에레라(Francisco Herrera, 1576년 ~ 1656년)는 세비야 출신의 스페인의 화가이다. 디에고 벨라스케스의 스승으로 유명하다.
가장 대표적인 작품으로는 최후의 심판(The Last Judgment), 성 가족("Holy Family")이며 이 두 점은 세비야의 지역 교회에 보관돼 있고 나머지 작품은 프랑스 루브르 박물관에 있다. 이 작품들은 결점 없는 화법으로 그 명성이 높다. 그의 아들 또한 명망 높은 화가여서 그를 구분 짓기 위해 보통 The Elder를 붙여 표현한다.